# ポルトガル領セイロン

ポルトガル領セイロン
Ceilão Português (ポルトガル語)
Portuguese Ceylon (英語)

ポルトガル領セイロンの最大領域

ポルトガル領セイロン（ポルトガルりょうセイロン、ポルトガル語: Ceilão Português、英語: Portuguese Ceylon）は、1505年から1658年までスリランカに存在したポルトガルの植民地である。首都はスリランカ西海岸のコロンボにおかれた。

## 歴史
ポルトガルがスリランカにおいて最初に接触したのは西海岸のコーッテ王国であった。ポルトガル領セイロンはコーッテ王国を乗っ取りつつ、周辺のシンハラ人の王国を征服する形で確立されていき、1565年には行政の中心もコーッテ王国の首都コーッテからポルトガル領のコロンボへと移動した。また1619年には北部にあったタミル人のジャフナ王国も滅ぼしている。ポルトガルの統治下では、シンハラ人・タミル人に対してキリスト教が布教されたため軋轢を生んだ。そのためもあってかスリランカ人の8%はキリスト教徒である。
最終的にこれらの人々は当時ポルトガルと対立関係にあったオランダへと支援を求め、オランダは内陸のキャンディ王国と同盟を結んだ。オランダ・ポルトガル戦争において、オランダはアジア各地のポルトガル領を攻撃、1658年にはコロンボが陥落し、最終的にポルトガルはスリランカにおける領土をオランダに割譲することとなった。ポルトガルの統治が終わっても150年に渡る統治の影響は色濃く残り、今日においてもスリランカにはポルトガル文化の要素が残されている。